# Flore du Congo Belge et du Ruanda-Urundi
Flore du Congo Belge et du Ruanda-Urundi (abreviado Fl. Congo Belge) es una revista científica con ilustraciones y descripciones botánicas que fue editada por Frans Hubert Edouard Arthur Walter Robyns y publicada en Bruselas desde el año 1958.